# یورووینگز

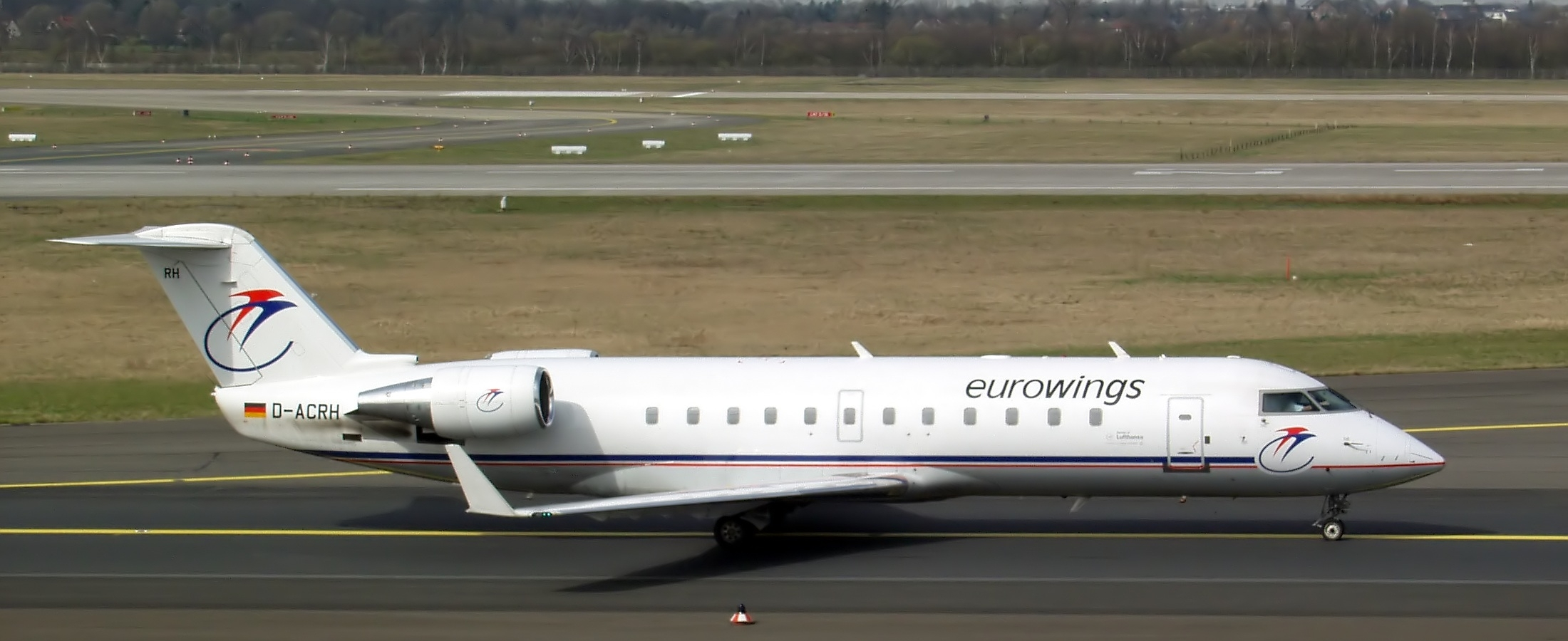
هواپیمای بمباردیه سی‌آرجی ۷۰۰، متعلق به یورووینگز

یورووینگز (به انگلیسی: Eurowings) شرکت هواپیمایی آلمانی است، که در سال ۱۹۹۳ با ادغام دو شرکت هواپیمایی مستقر در شهرهای نورنبرگ و دورتموند، تأسیس شد. این شرکت در سال ۲۰۰۶ توسط لوفت‌هانزا خریداری شد و هم‌اکنون به‌عنوان شرکت تابعه‌ای از خطوط هواپیمایی لوفت‌هانزا فعالیت می‌نماید.
شرکت یورووینگز در حال حاضر روزانه به ۴۸ مقصد اروپایی پروازهای مستقیم دارد. دفتر مرکزی این شرکت در شهر دوسلدورف، آلمان قرار دارد و فرودگاه بین‌المللی دوسلدورف، قطب این شرکت هواپیمایی به‌شمار می‌آید. شرکت یورووینگز در حال حاضر در ناوگان هوایی خود، دارای ۲۳ فروند هواپیمای جت مسافربری می‌باشد. در حال حاضر این شرکت از اسپانسرهای باشگاه فوتبال سطح اول جهان یعنی بورسیا دورتموند المان می‌باشد و وظیفه انتقال بازیکنان و کادر این تیم را به شهرها و کشورهای محل بازی این تیم را بر عهده دارد این هواپیما اختصاصی از خانواده ایرباس با رنگ و لگو تیم دورتموند می‌باشد.